# ام‌وی وسترن بل
ام‌وی وسترن بل (به انگلیسی: MV Western Belle) یک کشتی است که طول آن ۶۹٫۹ فوت (۲۱٫۳ متر) می‌باشد. این کشتی در سال ۱۹۳۵ ساخته شد.